# Premi Goya 2009
La cerimonia di premiazione della 23ª edizione dei Premi Goya si è svolta il 1º febbraio 2009 al Palacio de Congresos di Madrid.

## Vincitori e candidati
I vincitori sono indicati in grassetto, a seguire gli altri candidati.

### Miglior film
- Camino, regia di Javier Fesser
- Oxford Murders - Teorema di un delitto (The Oxford Murders), regia di Álex de la Iglesia
- Los girasoles ciegos, regia di José Luis Cuerda
- Sólo quiero caminar, regia di Agustín Díaz Yanes

### Miglior regista
- Javier Fesser - Camino
- Álex de la Iglesia - Oxford Murders - Teorema di un delitto (The Oxford Murders)
- José Luis Cuerda - Los girasoles ciegos
- Agustín Díaz Yanes - Sólo quiero caminar

### Miglior attore protagonista
- Benicio del Toro - Che - L'argentino (The Argentine)
- Javier Cámara - Fuori menù (Fuera de carta)
- Raúl Arévalo - Los girasoles ciegos
- Diego Luna - Sólo quiero caminar

### Migliore attrice protagonista
- Carme Elías - Camino
- Verónica Echegui - El patio de mi cárcel
- Maribel Verdú - Los girasoles ciegos
- Ariadna Gil - Sólo quiero caminar

### Miglior attore non protagonista
- Jordi Dauder - Camino
- Fernando Tejero - Fuori menù (Fuera de carta)
- José Ángel Egido - Los girasoles ciegos
- José María Yazpik - Sólo quiero caminar

### Migliore attrice non protagonista
- Penélope Cruz - Vicky Cristina Barcelona
- Elvira Mínguez - Cobardes
- Rosana Pastor - La conjura de El Escorial
- Tina Sáinz - Sangre de mayo

### Miglior attore rivelazione
- Juan Manuel Montilla - El truco del manco
- Álvaro Cervantes - El juego del ahorcado
- Martiño Rivas - Los girasoles ciegos
- Luis Bermejo - Una palabra tuya

### Migliore attrice rivelazione
- Nerea Camacho - Camino
- Ana Wagener - El patio de mi cárcel
- Farah Hamed - Retorno a Hansala
- Esperanza Pedreño - Una palabra tuya

### Miglior regista esordiente
- Santiago A. Zannou - El truco del manco
- Belén Macías - El patio de mi cárcel
- Nacho Vigalondo - Timecrimes (Los Cronocrímenes)
- Irene Cardona Bacas - Un novio para Yasmina

### Miglior sceneggiatura originale
- Javier Fesser - Camino
- Dionisio Pérez, José Antonio Quirós e Ignacio del Moral - Cenizas del cielo
- Chus Gutiérrez e Juan Carlos Rubio - Retorno a Hansala
- Agustín Díaz Yanes - Sólo quiero caminar

### Miglior sceneggiatura non originale
- Rafael Azcona e José Luis Cuerda - Los girasoles ciegos
- Peter Buchman - Che - L'argentino (The Argentine)
- Jorge Guerricaechevarría e Álex de la Iglesia - Oxford Murders - Teorema di un delitto (The Oxford Murders)
- Ángeles González-Sinde - Una palabra tuya

### Miglior produzione
- Rosa Romero - Oxford Murders - Teorema di un delitto (The Oxford Murders)
- Cristina Zumárraga - Che - L'argentino (The Argentine)
- Emiliano Otegui - Los girasoles ciegos
- Rafael Cuervo e Mario Pedraza - Sólo quiero caminar

### Miglior fotografia
- Paco Femenía - Sólo quiero caminar
- Carlos Suárez - La conjura de El Escorial
- Hans Burmann - Los girasoles ciegos
- Félix Monti - Sangre de Mayo

### Miglior montaggio
- Alejandro Lázaro - Oxford Murders - Teorema di un delitto (The Oxford Murders)
- Nacho Ruiz Capilla - Los girasoles ciegos
- Iván Aledo - Mortadelo y Filemón: misión salvar la tierra
- José Salcedo - Sólo quiero caminar

### Miglior colonna sonora
- Roque Baños - Oxford Murders - Teorema di un delitto (The Oxford Murders)
- Alberto Iglesias - Che - L'argentino (The Argentine)
- Bingen Mendizábal - El juego del ahorcado
- Lucio Godoy - Los girasoles ciegos

### Miglior canzone
- A tientas di Woulfrank Zannou e Juan Manuel Montilla - El truco del manco
- Podemos volar juntos di Raúl Sánchez Zafra e Juan Pablo Compaired - El patio de mi cárcel
- Manousal di Tao Gutiérrez - Retorno a Hansala
- Entre tu balcón y mi ventana di Javier Laguna, José Ángel Taboada e Antonio Manuel Mellado - Una palabra tuya

### Miglior scenografia
- Antxon Gómez - Che - L'argentino (The Argentine)
- Luis Vallés - La conjura de El Escorial
- Balter Gallart - Los girasoles ciegos
- Gil Parrondo - Sangre de Mayo

### Migliori costumi
- Lala Huete - El Greco
- Javier Artiñano - La conjura de El Escorial
- Sonia Grande - Los girasoles ciegos
- Lourdes de Orduña - Sangre de Mayo

### Miglior trucco e acconciatura
- José Quetglas, Nieves Sánchez e Mar Paradela - Mortadelo y Filemón: misión salvar la tierra
- José Quetglas e Nieves Sánchez - La conjura de El Escorial
- Sylvie Imbert e Fermín Galán - Los girasoles ciegos
- Romana González, Alicia López e Josefa Morales - Sangre de Mayo

### Miglior sonoro
- Daniel de Zayas, Jorge Marín e Maite Rivera - 3 días
- Ricardo Steinberg, María Steinberg e Alfonso Raposo - Los girasoles ciegos
- Miguel Rejas e José Antonio Bermúdez - Sangre de Mayo
- Pierre Gamet, Christophe Vingtrinier e Patrice Grisolet - Sólo quiero caminar

### Migliori effetti speciali
- Raúl Romanillos, Pau Costa, José Quetglas, Eduardo Díaz, Álex Grau e Chema Remacha - Mortadelo y Filemón: misión salvar la tierra
- Raúl Romanillos, Arturo Balseiro e Ferrán Piquer - Camino
- Juan Ramón Molina e Alberto Nombela - Sangre de Mayo
- Alejandro Vázquez, Reyes Abades e Rafa Solórzano - Sólo quiero caminar

### Miglior film d'animazione
- Felix, l'ultima lince (El lince perdido), regia di Raúl García e Manuel Sicilia
- Donkey Xote, regia di Jose Pozo
- Espíritu del bosque, regia di David Rubín
- RH+, el vampiro de Sevilla, regia di Antonio Zurera

### Miglior documentario
- Bucarest, la memòria perdida, regia di Albert Solé
- El pollo, el pez y el cangrejo real, regia di José Luis López-Linares
- El último truco. Emilio Ruiz del Río, regia di Sigfrid Monleón
- Old Man Bebo, regia di Carlos Carcas

### Miglior film europeo
- 4 mesi, 3 settimane, 2 giorni (4 luni, 3 săptămâni şi 2 zile), regia di Cristian Mungiu
- Ai confini del paradiso (Auf der anderen Seite), regia di Fatih Akın
- Il bambino con il pigiama a righe (The Boy in the Striped Pyjamas), regia di Mark Herman
- Il cavaliere oscuro (The Dark Knight), regia di Christopher Nolan

### Miglior film straniero in lingua spagnola
- La buena vida, regia di Andrés Wood
- Acné, regia di Federico Veirós
- Sul lago Tahoe (¿Te acuerdas de Lake Tahoe?), regia di Fernando Eimbcke
- Perro come perro, regia di Carlos Moreno

### Miglior cortometraggio di finzione
- Miente, regia di Isabel De Ocampo
- El encargado, regia di Sergio Barrejón
- Final, regia di Hugo Martín Cuervo
- Machu-Pichu, regia di Hatem Khraiche Ruiz-Zorrilla
- Porque hay cosas que nunca se olvidan, regia di Lucas Figueroa

### Miglior cortometraggio documentario
- Héroes. No hacen falta alas para volar, regia di Ángel Loza
- Harraga, regia di Eva Patricia Fernández e Mario de la Torre
- La clase, regia di Beatriz Martínez Sanchís
- Soy Meera Malik, regia di Marcos Borregón

### Miglior cortometraggio d'animazione
- La increíble historia del hombre sin sombra, regia di José Esteban Alenda
- El ataque de los kriters asesinos, regia di Samuel Orti
- Espagueti western, regia di Sami Natsheh
- Malacara y el misterio del bastón de roble, regia di Luis Tinoco
- Rascal´s street, regia di Marcos Valín, María Monescillo e David Priego

### Premio Goya alla carriera
- Jesús Franco